# Shunichiro Zaitsu
Shunichiro Zaitsu (財津 俊一郎 Zaitsu Shunichiro?), född 23 januari 1987 i Fukuoka prefektur, är en japansk före detta fotbollsspelare.
Zaitsu började sin karriär 2005 i Shimizu S-Pulse. Efter Shimizu S-Pulse spelade han för Shonan Bellmare och FC Ganju Iwate. Han avslutade karriären 2009.